# 默瑟嶺
84°50′S 113°45′W / 84.833°S 113.750°W
默瑟嶺（英語：Mercer Ridge）是南極洲的山嶺，位於瑪麗伯德地，屬於霍利克山脈中俄亥俄山脈的一部分，美國地質調查局根據測量和該國海軍的空中照片繪入地圖，現時由南極條約體系管理。